# Бърли
Бърли (на английски: Burley) е град в окръг Каша, щата Айдахо, САЩ. Бърли е с население от 9316 жители (2000) и обща площ от 11 km². Намира се на 1269 m надморска височина. ЗИП кодът му е 83318, а телефонният му код е 208.

## Побратимени градове
- Якима, САЩ